# Changunak Antisarlook Andrewuk
Changunak Antisarlook Andrewuk (1870-1948), aussi appelée Sinrock Mary ou la Reine des rennes, était une femme d’affaires iñupiaq devenue l’une des femmes les plus riches d'Alaska en raison de son implication dans la renniculture. En plus de son travail comme éleveuse de rennes, elle œuvrait comme linguiste et interprète. Aujourd'hui, Andrewuk est reconnue comme une personnalité féminine d'importance majeure dans l'histoire de l'Alaska.

## Vie et travail
Changunak Antisarlook Andrewuk est née en 1870. Sa mère était iñupiaq et son père, d’origine russe, travaillait comme commerçant à la péninsule de Seward. Élevée dans la petite communauté inuite de St. Michael, Andrewuk grandit en parlant l’iñupiatun, le russe et l’anglais. Sa mère lui transféra plusieurs connaissances, dont la maîtrise du tannage, de l’herboristerie, de la couture et la culture iñupiat. 
Andrewuk maria Charles Antisarlook en 1899. Ils déménagèrent au cap Nome, où elle travailla comme traductrice pour le capitaine et commerçant africain-américain Michael A. Healy. C’est ce dernier qui introduisit le premier renne sibérien en Alaska, avec comme objectif de soutenir les nations autochtones de la région, alors confrontées à la décimation de la population de baleines et de phoques entraînée par la surpêche des colonisateurs.  L’époux d’Andrewuk servit d’apprenti éleveur, après quoi le couple reçut des rennes.
Charles Antisarlook décéda de la rougeole en 1900. Après sa mort, Andrewuk se vit refuser la permission d’hériter des avoirs du couple en raison de son genre et de ses origines iñupiaq. Elle parvint finalement à conserver le troupeau de rennes, qui totalisait environ 500 animaux. Elle devint par le fait même l’une des plus riches femmes d’Alaska.
Le troupeau était originellement basé aux alentours de Sinġaq, un petit établissement aussi appelé « Sinrock », d’où le surnom donné à Andrewuk. Pour des raisons pratiques, elle le déplaça plus au sud. Elle commença à vendre de la viande de renne à l’United States Army, dont la présence gagnait en ampleur en raison de la découverte d’or dans la région. La montée de l'industrie minière s’accompagna cependant de nombreux problèmes, dont la transmission de maladies par les colonisateurs, ce qui poussa Andrewuk à se réinstaller avec sa famille et son troupeau à Unalakleet. En 1902, elle s’y remaria à Andrew Andrewuk, un homme iñupiaq. Elle adopta plusieurs enfants et, à eux et au reste de la communauté, enseigna la renniculture. Sous sa houlette, le troupeau grandit pour atteindre, à son sommet, une population de 1 500 rennes. Malgré cette réussite, l’établissement de Sinġaq ne prospéra pas. Confronté à l’influx de colonisateurs et à l’introduction de maladies, la communauté disparut après une épidémie de grippe en 1916.
En plus de son travail comme éleveuse, Andrewuk était reconnue comme linguiste et interprète. Elle joua ces rôles dans le cadre de différentes expéditions soutenues par le gouvernement des États-Unis, tant en Alaska qu’en Sibérie. Elle accompagna également le missionnaire presbytérien Sheldon Jackson dans ses pérégrinations.

## Postérité
Andrewuk décéda en 1948. Un documentaire biographique intitulé The Reindeeer Queen: The True Story of Sinrock Mary fut réalisé à son sujet en 2000. En 2009, la femme d’affaires fut reconnue par l'Alaska Women's Hall of Fame, une organisation célébrant les femmes ayant contribué significativement à l’histoire de l'Alaska.